# 6218 Mizushima
A 6218 Mizushima (ideiglenes jelöléssel 1977 EG7) a Naprendszer kisbolygóövében található aszteroida. Hiroki Kosai,  Kiichiro Hurukawa fedezte fel 1977. március 12-én.